# جرزینیو
جرزینیو (به پرتغالی: Jairzinho) (به پرتغالی: Jair Ventura Filho) هافبک و مهاجم اهل برزیل است که در شهر ریودو ژانیرو و در تاریخ ۲۵ دسامبر ۱۹۴۴ به دنیا آمده‌است.او یکی از بزرگان نامدار فوتبال برزیل و از اعضای تیم افسانه ای ۱۹۷۰ بود که با به ثمر رساندن ۷ گل نقشی انکار ناشدنی در قهرمانی این تیم داشت .
جرزینیو در تیم‌های باشگاهی بوتافوگو، المپیک مارسی، کروزیرو، Portuguesa ،Noroeste و Fast Club سابقهٔ حضور دارد. این بازیکن همچنین در سال، ۱۹۶۴ – ۱۹۸۲ ۸۱ بار برای، تیم ملی فوتبال برزیل به میدان رفته‌است و طی این مدت ۳۳ گل به ثمر رسانده‌است.